# Luiz de Barros
Luiz de Barros (Río de Janeiro, 12 de septiembre de 1910 — Río de Janeiro, 1982) fue un director de cine, productor y montador cinematográfico, guionista, director de fotografía y actor brasileño. Era también conocido como Teixeira Barros, Guilherme Teixeira y Teixeira de Barros.

## Biografía
Luiz Moretzhon da Cunha e Figueiredo da Fonseca de Almeida e Barros Castelo Branco Teixeira de Barros -así era su verdadero nombre- estudió Derecho en Brasil y Artes plásticas en Europa. Hizo estancias de estudio en la compañía Gaumont en Francia, y allá descubrió el nuevo sistema audiovisual denominado playback: los actores representaban sus papeles frente a las cámaras, mientras un gramófono reproducía el sonido de sus hablas grabadas previamente. Dirigió la primera película sonora brasileña, Acabaram-se os otários (1929), considerada la primera película sonora nacional.
Escribió los guiones de : Ele, Ela, Quem? (1977); Vagabundos no Society (1962); É Pra Casar? (1953); Inocencia (1949) O Cortiço (1945); Berlim na Batucada (1944); Maridinho de Luxo (1938); y Perdida (1915). 
En 1978 publicó el libro Minhas memorias de cineasta", por la editora Artenova, en convenio con la Embrafilme, organizado por el crítico y cineasta Alex Viany. Dirigió cerca de 80 películas entre 1914 y 1980.

## Filmografía
- 1980 - Ele, Ela, Quem?
- 1962 - Vagabundos no Society
- 1961 - Por Um Céu de Liberdade
- 1959 - Aí Vêm os Cadetes
- 1957 - Tudo é Música
- 1957 - Um Pirata do Outro Mundo
- 1956 - O Negócio Foi Assim
- 1956 - Quem Sabe...Sabe!
- 1956 - Samba na Vila
- 1955 - Trabalhou Bem, Genival
- 1954 - Malandros em Quarta Dimensão
- 1953 - Com a Mão na Massa
- 1953 - É Pra Casar?
- 1952 - Era uma Vez um Vagabundo
- 1952 - Está com Tudo
- 1952 - O Rei do Samba
- 1951 - Agüenta Firme, Isidoro
- 1951 - Anjo do Lodo
- 1949 - inocência
- 1949 - Eu Quero é Movimento
- 1949 - Pra Lá de Boa
- 1948 - Fogo na Canjica
- 1948 - Esta é Fina
- 1947 - O Malandro e a grã-fina
- 1946 - Caídos do Céu
- 1946 - O Cavalo 13
- 1945 - O Cortiço
- 1945 - Pif-Paf
- 1944 - Corações Sem Piloto
- 1944 - Berlim na Batucada
- 1943 - Samba em Berlim
- 1941 - A Sedução do Garimpo
- 1941 - Entra na Farra
- 1940 - Cisne branco
- 1940 - E o Circo Chegou
- 1938 - Maridinho de Luxo
- 1938 - Tererê Não Resolve
- 1937 - Samba da Vida
- 1936 - O Jovem Tataravô
- 1936 - Carioca Maravilhosa
- 1931 - Alvorada da Glória
- 1930 - Canções Brasileiras
- 1930 - Messalina
- 1930 - O Babão
- 1930 - Amor de Apache
- 1929 - Acabaram-se os Otários
- 1929 - Uma Encrenca no Olimpo
- 1928 - Operação Cesariana (documentário)
- 1928 - Operação de Estômago (documentário)
- 1926 - Depravação
- 1924 - Hei de Vencer
- 1924 - A Vingança do Peão
- 1924 - Vocação Irresistível
- 1923 - A Capital Federal
- 1923 - Cavaleiro Negro
- 1923 - Augusto Aníbal Quer Casar
- 1922 - O Rio Grande do Sul (documentário)
- 1920 - As Aventuras de Gregório
- 1920 - Joia Maldita
- 1920 - Coração de Gaúcho
- 1919 - Ubirajara
- 1919 - Alma Sertaneja
- 1918 - Amor e Boemia
- 1918 - Zerotreze 013
- 1916 - Vivo ou Morto
- 1916 - Perdida
- 1914 - A Viuvinha

### Cortometrajes
- 1939 - Favela
- 1931 - Sobe o Armário
- 1931 - Tango do Amor
- 1931 - Tom Bill Brigou com a Namorada
- 1930 - Lua-de-Mel
- 1930 - Minha Mulher Me Deixou
- 1929 - O Amor Não Traz Vantagens
- 1929 - Casa de Caboclo
- 1929 - Como Se Gosta
- 1929 - A Juriti
- 1929 - Baianinha
- 1929 - Feijoada
- 1929 - O Palhaço
- 1924 - A Revolução de 1924 (documental)
- 1922 - O Exército Brasileiro  (documental)